# 1936 год в литературе

## Премии

### Международные
- Нобелевская премия по литературе — Юджин О’Нил, «За силу воздействия, правдивость и глубину драматических произведений, по-новому трактующих жанр трагедии».

### Франция
- Гонкуровская премия — Максенс ван де Меерш, «Отпечаток бога».
- Премия Ренодо — Луи Арагон, «Богатые кварталы».
- Премия Фемина — Луи Эрвё, Sangs.

## Книги

### Романы
- «Аня из Шумящих Тополей» — роман Люси Мод Монтгомери.
- «Война с саламандрами» — роман Карела Чапека.
- «Жажда жизни» — роман Ирвинга Стоуна, представляющий собой биографию художника Ван Гога
- «Жизнь Клима Самгина» — роман Максима Горького (писался с 1925).
- «Звезда КЭЦ» — роман Александра Беляева.
- «Карты на стол» — роман Агаты Кристи.
- «Колесо крутится» — роман Этель Лины Уайт.
- «Наёмный убийца» — роман Грэма Грина.
- «Одинокая птица» — роман ирландского писателя Шона О’Фаолейна.
- «Рождённые бурей» — роман Николая Островского.
- «Снова убивать» — роман Рекса Стаута.
- «Три товарища» — роман Эриха Марии Ремарка.
- «Убийства по алфавиту» — роман Агаты Кристи.
- «Убийство в Месопотамии» — роман Агаты Кристи.
- «Удачи капитана Блада» — роман Рафаэля Сабатини.
- «Унесённые ветром» — роман Маргарет Митчелл.
- «Мефисто[англ.]» — роман Клауса Манна.

### Повести
- «Доктор Айболит» — повесть Корнея Чуковского.
- «Хребты Безумия» — повесть Говарда Филлипса Лавкрафта.
- «Тень над Иннсмутом» — повесть Говарда Филлипса Лавкрафта.

### Малая проза
- «Голубая чашка» — рассказ Аркадия Гайдара.
- «Акварельные краски» — рассказ Константина Паустовского.
- «Ковёр-самолёт» — рассказ Александра Беляева.
- «Снега Килиманджаро» — рассказ Эрнеста Хемингуэя.
- «Ночной океан» — рассказ Говарда Филлипса Лавкрафта и Р. Х. Барлоу.
- «Гвозди с красными шляпками» — рассказ Роберта Ирвина Говарда.

### Пьесы
- «Дом Бернарды Альбы» — пьеса Федерико Гарсиа Лорки.
- «Иван Васильевич» — пьеса Михаила Булгакова (впервые опубликована в 1965).

## Персоналии

### Родились
- 29 января — Вяйнё Кирстиня, финский поэт, прозаик, эссеист, драматург.
- 12 апреля — Эйстен Лённ, норвежский писатель.
- 21 июля — Лучезар Еленков, болгарский поэт, прозаик, публицист.
- 27 июля — Заур Кабисов, осетинский писатель.
- 31 августа — Владимир Викторович Орлов, советский, российский писатель.
- 6 сентября — Теодор Лако, албанский писатель, сценарист.
- 23 сентября — Эдвард Станиславович Радзинский, драматург, публицист, телеведущий.
- 5 октября — Лаура Деветач, аргентинcкая детская писательница, поэтесса, драматург.
- 9 октября – Любомир Фельдек, словацкий и чехословацкий поэт и прозаик.
- 19 октября –  Винцент Шикула, словацкий писатель и поэт.
- Салижан Жигитов, киргизский и советский писатель, поэт, литературный критик, переводчик, публицист.

### Умерли
- 3 января – Жюль Дестре, бельгийский писатель (родился в 1863).
- 17 января — Матею Ион Караджале, румынский писатель и поэт-модернист (родился в 1885).
- 27 января — Эмилио Котарело-и-Мори, испанский литературовед, писатель, литературный критик (родился в 1857).
- 18 января — Джозеф Редьярд Киплинг, английский писатель, лауреат Нобелевской премии (родился в 1865).
- 22 февраля — Йохан Скьольборг, датский писатель (родился в 1861).
- 11 июня — Роберт Ирвин Говард, американский писатель-фантаст (родился в 1906).
- 14 июня — Гилберт Кит Честертон, английский писатель (родился в 1874).
- 18 июня — Максим Горький, писатель и общественный деятель, литературный критик и публицист (родился в 1868).
- 6 августа — Рамон Асин, испанский писатель (родился в 1888).
- 2 ноября — Лоренцо Виани, итальянский писатель, публицист и поэт (родился в 1882).
- 18 декабря — Эдвард Штильгебауер, немецкий писатель (родился в 1868).
- Точная дата неизвестна
  - Аяпберген Мусаев, народный поэт Каракалпакской АССР.